# Zakochany diabeł
Zakochany diabeł (wł. L'arcidiavolo) – włoski film komediowy z 1966 roku w reżyserii Ettorego Scoli, który był także współautorem scenariusza obok Ruggero Maccariego. W rolach głównych wystąpili Vittorio Gassman, Claudine Auger i Mickey Rooney.

## Obsada
- Vittorio Gassman jako Belfagor
- Claudine Auger jako Maddalena de' Medici
- Mickey Rooney jako Adramelek
- Gabriele Ferzetti jako Lorenzo de' Medici
- Ettore Manni jako Gianfigliazzo
- Annabella Incontrera jako Lucrezia
- Hélène Chanel jako Clarice Orsini
- Paolo Di Credico jako Pope Leo X
- Liana Orfei jako Olimpia

## Produkcja
Zdjęcia kręcono w następujących lokacjach na terenie Włoch według prowincji:
- prowincja Florencja (Florencja, Fiesole);
- prowincja Latina (Priverno);
- prowincja Mesyna (wąwóz Gole dell'Alcantara k. Motta Camastra);
- prowincja Rzym (Colleferro, Manziana, Nettuno);
- prowincja Siena (Montepulciano, Pienza)[2].